# Малая Гора (Киров)
 Малая Гора — деревня в Кировской области. Входит в состав муниципального образования «Город Киров»

## География
Расположена на расстоянии примерно 7 км по прямой на север-северо-запад от железнодорожного вокзала Киров-Котласский на левом берегу Вятки.

## История
Известна с 1802 года как деревня Трухинская с 2 дворами. В 1873 году здесь (Трихинская или Верещагины) дворов 5 и жителей 49, в 1905 (Трихинская или Малая Гора) 11 и 64, в 1926 (Малая Гора или Трухинская) 15 и 83, в 1950 (Малая Горка) 14 и 77, в 1989 (Малая Гора) 139 жителей. Административно подчиняется Октябрьскому району города Киров.

## Население
Постоянное население составляло 123 человека (русские 96%) в 2002 году, 137 в 2010.